# From the Full Moon Story
A Form the Full Moon Story Kitaró, japán zeneszerző 1979-ben, másodikként megjelent önálló albuma. Az album több, más címen is megjelent: Dai Chi, Full Moon Story. Az albumot a Geffen Records 1985-ben újra kiadta.

## Az album dalai
1. „Krpa” – 5:07
2. „Aurora” – 3:40
3. „Hikari No Mai” – 5:47
4. „Fuji” – 3:47
5. „Full Moon” – 4:46
6. „Resurrection” – 4:52
7. „From Astral” – 3:48
8. „Heavenly Illusion” – 6:18
9. „New Light” – 8:21